# Mazzarrà Sant'Andrea

Localització de Mazzarrà Sant'Andrea a Messina

Mazzarrà Sant'Andrea (sicilià Mazzarrà) és un municipi italià, dins de la ciutat metropolitana de Messina. L'any 2009 tenia 1.612 habitants. Limita amb els municipis de Furnari, Novara di Sicilia, Rodì Milici, Terme Vigliatore i Tripi.

## Administració
| Període | Identitat       | Partit        |
| ------- | --------------- | ------------- |
| 2007-   | Carmelo Navarra | Llista cívica |